# سالي برايس
سالي برايس (بالإنجليزية: Sally Price)‏ هي عالمة الإنسان أمريكية، ولدت في 16 سبتمبر 1943 في بوسطن في الولايات المتحدة.